# Karl Ehrenbock
Karl Ehrenbock (ur. 1921, data śmierci nieznana) – zbrodniarz nazistowski, członek załogi niemieckiego obozu koncentracyjnego Dachau i SS-Unterscharführer.
Członek Hitlerjugend i Waffen-SS. Członek personelu obozu głównego Dachau od stycznia 1941 do sierpnia 1943. Początkowo pełnił funkcję asystenta Blockführera do kwietnia 1942, następnie przeniesiono go do kompanii wartowniczej. W sierpniu 1942 Ehrenbock skierowany został do Monachium, gdzie przeszkolono go na strażnika odpowiedzialnego za psy strażnicze (Hundeführer). Do Dachau powrócił pod koniec września 1942 i do sierpnia 1943 sprawował stanowisko Hundeführera. Następnie przeniesiono go do podobozu Allach, gdzie do 25 kwietnia 1945 był kierownikiem komanda więźniarskiego i pełnił służbę wartowniczą. Brał również udział w ewakuacji Allach.
Po zakończeniu wojny Karl Ehrenbock został osądzony przez amerykański Trybunał Wojskowy w Dachau w dniach 2–7 lipca 1947. Wymierzono mu karę 20 lat pozbawienia wolności. W uzasadnieniu wyroku stwierdzono, iż oskarżony kilkakrotnie szczuł psem więźniów, ciężko ich raniąc. Znęcał się on również nad więźniami, którzy zbyt wolno, jego zdaniem, pracowali oraz wykonywał na nich karę chłosty.  Wyrok został zatwierdzony 2 marca 1948.